# ألانيس أوبومزاوين
ألانيس أوبومزاوين (بالإنجليزية: Alanis Obomsawin)‏ (و. 1932  م) هي مخرجة أفلام، ومغنية مؤلفة، وفنانة، وممثلة، وكاتبة سيناريو، وكاتِبة، ومديرة، وموسيقية، ومنتجة أفلام، من كندا، ولدت في نيوهامشير.

## جوائز
حصلت على جوائز منها:
- جائزة الحاكم العام للفنون الاستعراضية [الإنجليزية]‏ (2018)[30]
- دكتوراه فخرية (2017)[31]
- Order of Montreal [الإنجليزية]‏ (2017)[32]
- دكتوراه فخرية (2016)[27][33]
- نيشان الرتبة الوطنية لكيبيك من رتبة ضابط أكبر (2016)[34]
- Prix Albert-Tessier [الإنجليزية]‏ (2016)[35]
- دكتوراه فخرية (2013)[27][36]
- دكتوراه فخرية (2010)[27][37]
- دكتوراه فخرية (2007)[27][38]
- ضابط وسام كندا (18 أكتوبر 2001)[39]
- List of recipients of the Governor General's Award in Visual and Media Arts [الإنجليزية]‏ (2001)[40]
- دكتوراه فخرية (1994)[27][41]
- دكتوراه فخرية (1994)[27][42]
- دكتوراه فخرية (1993)[27][43]
- نيشان كندا من رتبة عضو (20 يونيو 1983).[39]

## وصلات خارجية
- ألانيس أوبومزاوين على موقع IMDb (الإنجليزية)
- ألانيس أوبومزاوين على موقع ألو سيني (الفرنسية)
- ألانيس أوبومزاوين على موقع ميوزك برينز (الإنجليزية)
- ألانيس أوبومزاوين على موقع أول موفي (الإنجليزية)
- ألانيس أوبومزاوين على موقع ديسكوغز (الإنجليزية)
- ألانيس أوبومزاوين على موقع قاعدة بيانات الفيلم (الإنجليزية)
- ألانيس أوبومزاوين على موقع كينوبويسك (الروسية)